# Minuskuł 58
Minuskuł 58 (wedle numeracji Gregory–Aland) ε 518 (Soden) – rękopis Nowego Testamentu, z XV wieku pisany minuskułą na pergaminie w  języku greckim. Przechowywany jest w Magdalen College w Oksfordzie. Był wykorzystywany w dawnych wydaniach  greckiego Nowego Testamentu. 

## Opis rękopisu
Kodeks zawiera pełny tekst czterech Ewangelii, na 342 pergaminowych kartach (19,8 na 14,5 cm) . 
Tekst rękopisu pisany jest jedną kolumną na stronę, w 20-21 linijek na stronę. Według Scrivenera skryba miał niestaranny charakter pisma.  
Tekst dzielony jest na dwa sposoby, według krótkich Sekcji Ammoniusza oraz według długich rozdziałów (κεφαλαια). Zawiera Prolegomenę, spis treści i księgę liturgiczną synaksarion. 

## Tekst
Grecki tekst Nowego Testamentu reprezentuje bizantyjską tradycję tekstualną. Hermann von Soden zaklasyfikował rękopis do rodziny tekstualne Kx.  Aland umieścił go w  V kategorii. 
Rękopis został zbadany metodą wielokrotnych wariantów Claremont Profile Method w Łk 1, Łk 10 i Łk 20, w których reprezentuje standardowy tekst bizantyjski (Kr). Pod względem tekstualnym jest bardzo bliski minuskułowi 56. Według Gregory'ego rękopis jest pokrewny dla minuskułów 47, 54, 56 i 61. 

## Historia
Scrivener i Gregory datowali rękopis na XV wiek. INTF datuje go na XV wiek . Skryba nazywał się Jan Serbopoulos. Rękopis należał niegdyś do Johna Hopkinsa z Lincoln. 
Rękopis znał John Mill, który wykorzystał go w swoim wydaniu greckiego Nowego Testamentu. Wykorzystany też został w Poliglocie Waltona. 
Johann Jakob Wettstein wciągnął go na listę rękopisów Nowego Testamentu, nadał mu numer 58 i sporządził jego opis.  Griesbach sprawdził niektóre jego warianty. Dobbin skolacjonował tekst rękopisu. Rękopis był badany przez Gregory'ego. Nie jest wykorzystywany we współczesnych wydaniach greckiego Nowego Testamentu. 
Rękopis przechowywany jest w New College (658) w Oksfordzie . 